# 天津市宝坻区足球运动协会
天津市宝坻区足球运动协会（英文：Tianjin Baodi Football Association），简称宝坻足协（TBFA），成立于2015年4月17日，为天津市足球协会会员协会，同时接受中国足球协会的业务指导和监督管理。旗下赛事有宝坻区足球超级联赛与宝坻区足协杯。